# Simfonies per a instruments de vent
Les Simfonies per a instruments de vent (títol en francès: Symphonies d'instruments à vent) és una obra de concert escrita per Ígor Stravinski el 1920, per un conjunt d'instruments vent de fusta i metall. La peça es troba en un sol moviment, que dura uns 9 minuts. Està dedicada a la memòria de Claude Debussy, que havia mort el 1918, i es va estrenar a Londres el 10 de juny de 1921, dirigit per Serge Koussevitzky.
El 1926 Arthur Lourié va publicar una reducció per a piano. Stravinski va refer l'obra el 1947.

## Instrumentació
Les Symphonies es van obtenir originalment per a un conjunt de 24 instruments de vent⁣: 3 flautes (tercera duplicada amb flautí), flauta contralt, 2 oboès, corn anglès, 2 clarinets, clarinet contralt en fa, 3 fagots (tercer duplicat amb contrafagot), 4 trompes, 3 trompetes, 3 trombons i tuba. La revisió de 1947 requereix 23 músics: 3 flautes, 2 oboès, trompa anglesa, 3 clarinets, 3 fagots (tercer doblant contrafagot), 4 trompes, 3 trompetes, 3 trombons i tuba.

## Anàlisi
En el títol d'aquesta peça, Stravinski va utilitzar la paraula "simfonies" (fixeu-vos en la forma plural) per no etiquetar l'obra com un assaig en forma simfònica, sinó més aviat en la connotació més antiga i àmplia de la paraula, del grec, de "sonoritat", junts". La música de les Simfonies es basa en elements populars russos i en "episodis contrastats en tres temps diferents però relacionats".
La coral que conclou la peça es va publicar originalment a la revista La Revue musicale en una edició titulada Le Tombeau de Claude Debussy, que incloïa peces curtes de diversos compositors, inclosos Maurice Ravel i Manuel de Falla, dedicades a la memòria de Debussy. Va aparèixer com a partitura per a piano al Tombeau. 

## Recepció
L'estrena al Queen's Hall, a Londres, va ser rebuda inicialment per les rialles i les burles d'un públic poc acostumat a l'obra experimental de Stravinski. Segons Arthur Rubinstein, que va assistir a l'actuació amb Stravinski, van esclatar les rialles durant el segment del fagot i el director, Koussevitzky, "en lloc d'aturar l'actuació i dirigir-se al públic amb unes poques paraules, assegurant-los que era una obra seriosa en llenguatge modern, somreia maliciosament i fins i tot tenia un centelleig als ulls mentre mirava per sobre de l'espatlla al públic rialler". Un crític del Times va informar, però, que els xiulets "no eren cap senyal de mala voluntat envers el compositor", i van disminuir quan Stravinski es va aixecar al final de la representació per inclinar-se.